# Довгалюк Харитон
Харито́н Довгалю́к (англ. Kharyton Dovhaliuk) (нар. 15 жовтня 1916, Криволука — пом. 26 листопада 2006, Рочестер, США) — український інженер-комп'ютерник, письменник, журналіст, священник.
Псевдоніми: Вочур Чернець, А. Стебко; криптонім: ХОД.

## Життєпис
Народився у селі Криволука на Волині. Освіту здобував у Кам'янець-Подільському технічному училищі.
Узяв шлюб з Надією Довгалюк.
У 1941 спільно з Герасем Соколенком і Миколою Болкуном долучився до створення і діяльності ОУН М у Заславі.
Згодом опинився в Німеччині як остівець.
Емігрував до США. 1960 року закінчив Рочестерський технологічний університет. 1987 рукоположений на священника УАПЦ (Соборноправної). Священник у місті Аубурн, протягом багатьох років у церкві Чесного Хреста в Ютиці. Служив у церкві Пресвятої Покрови в Чикаго. На схилку літ переселився до Рочестера, де у власному будинку спорудив каплицю і продовжував служіння. Був членом ОУП «Слово», Культурно-освітнього комітету Української Федеральної Кредитної Спілки. Співробітник Волинського бібліографічного центру. Займався журналістикою. Публікації у виданнях «Українські вісті» (Німеччина-США), «Свобода» (США), «Мітла» (Аргентина), тощо. За дружину мав Олену Петришин. Залишив сина — інженера і дочку.

## Твори
- Кладка над потоком, Видавництво Юліяна Середяка, Буенос Айрес 1969.
- Буревій [Архівовано 4 березня 2016 у Wayback Machine.]Видавництво Юліяна Середяка, Буенос Айрес 1971. [Архівовано 4 березня 2016 у Wayback Machine.]
- Соколова дочка, Видавництво Юліяна Середяка, Буенос-Айрес 1973.
- Сповідь Андрія Заславського [Архівовано 4 березня 2016 у Wayback Machine.]Видавництво Юліяна Середяка, Буенос Айрес 1973. [Архівовано 4 березня 2016 у Wayback Machine.]
- Со святим духом, Друк: Computoprint Cor, 2003.